# ۱۱بتا-هیدروکسی آندروستندیون
۱۱بتا-هیدروکسی آندروستندیون (به انگلیسی: 11β-Hydroxyandrostenedione)، یک استروئید می‌باشد که پروهورمون آندروژنیک، درون‌زاد و طبیعی است. این پروهورمون شباهت بسیاری با آدرنوسترون دارد.